# Kaliszewskia
Genre
Kaliszewskia est un genre d'acariens de la famille des Tarsonemidae.

## Liste des espèces
Selon GBIF (3 juin 2023) :
- Kaliszewskia ochoai Lofego, Demite & Moraes, 2015

## Systématique
Le genre Kaliszewskia a été créé en 2015 par Antonio Carlos Lofego (d), Peterson R. Demite (d) et 
Gilberto José de Moraes (d),.

## Étymologie
Le nom générique, Kaliszewskia, a été donné en l'honneur de l'acarologue polonais Marek Kaliszewski (d) (?-1992).

## Publication originale
- (en) Antonio Carlos Lofego, Peterson R. Demite et Gilberto J. de Moraes, « A new genus and species of Tarsonemidae (Acari: Heterostigmata) from the Atlantic Forest, Brazil », Zootaxa, Magnolia Press (d), vol. 3986, no 5,‎ 21 juillet 2015, p. 561-568 (ISSN 1175-5334 et 1175-5326, OCLC 49030618, PMID 26250208, DOI 10.11646/ZOOTAXA.3986.5.3).